# Глюкозурія
Глюкозурія — наявність глюкози в сечі.
У нормі сеча не містить глюкози, оскільки нирки здатні реабсорбувати (повертати до кровотоку) весь обсяг глюкози, що проходить через нирковий клубочок у просвіт канальців нефрона.

### Патофізіологія
У здорових людей нирки фільтрують глюкозу та знову поглинають (реабсорбують) її більшу частину назад у кров. Організм ретельно контролює рівень глюкози, щоб підтримувати стабільний баланс. Занадто багато глюкози може пошкодити внутрішні органи та нерви, водночас організму потрібна достатня кількість цукру для отримання енергії. ‌
Концентрація глюкози у сечі залежить від:
- концентрації глюкози в крові;
- кількості крові, профільтрованої за 1 хв через клубочок;
- кількості глюкози, реабсорбованої у канальцях нефронів;
- ниркового порогу (здатності нирок до зворотного всмоктування глюкози).

Існує три основні причини глюкозурії:
- Порушення використання або вироблення гормону інсуліну.
- Захворювання нирок, при яких пошкоджені канальці  або інші дефекти нирок.
- Вживання такої великої кількості цукру, яку організм неспроможний переробити.

Реабсорбція органічних сполук, зокрема глюкози, порушується при ушкодженні проксимальних відділів нефрона. У переважній більшості випадків глюкозурія є симптомом декомпенсованого цукрового діабету як результат патологічного збільшення концентрації глюкози в крові.

### Види глюкозурії
Виділення глюкози з сечею може бути наслідком захворювання (патологічна глюкозурія) або спостерігатися у здорових людей (фізіологічна глюкозурія) через надмірне вживання цукру або прийом ліків, що підвищують рівень глюкози у крові:
- Цефалоспорини;
- Бензилпеніцилін;
- Нітрофурантоїн;
- Протизапальні засоби (глюкокортикоїди, НПЗП);
- Аскорбінова кислота

Рідкісним винятком є порушення реабсорбції в самій нирці — так звана ниркова глюкозурія. Глюкозурія при цукровому діабеті часто супроводжується поліурією, що веде до надмірної втрати води з сечею та дегідратації організму.

### Клінічне значення
Глюкозурія може виступати маркером порушень вуглеводного обміну і функції нирок . Виявлення глюкозурії є показанням для визначення рівню глюкози крові. Оцінка глюкозурії не застосовується для моніторингу лікування цукрового діабету, оскільки при зниженні рівня клубочкової фільтрації у пацієнтів з порушенням функції нирок, глюкозурії може не спостерігатися навіть при гіперглікемії, що перевищує нирковий поріг, оскільки в проксимальні відділи нефронів надходить менша кількість глюкози і при проходженні проксимальних канальців вона встигає реабсорбуватися.